# Giovanni D'Alfonso
Giovanni D'Alfonso (Penne, 7 febbraio 1930 – Alessandria, 11 giugno 1975) è stato un carabiniere italiano.

## Biografia
Nativo di Penne (provincia di Pescara), ma originario di Orsogna (provincia di Chieti).
Appuntato dell'Arma dei Carabinieri, è rimasto ferito il 5 giugno 1975 in uno scontro a fuoco con alcuni brigatisti che tenevano prigioniero l'industriale Vittorio Vallarino Gancia, ad Arzello di Melazzo (Al) il giorno successivo al suo rapimento. Muore in ospedale ad Alessandria dopo sei giorni di agonia, lasciando la moglie Rachele e i tre figli Cinzia, Bruno e Sonia. È stato insignito della Medaglia d’Argento al Valor Militare "alla Memoria" in data 28 aprile 1976 e della Medaglia d'Oro di Vittima del Terrorismo. Gli è stata intitolata la caserma della Stazione dei Carabinieri di San Valentino in Abruzzo Citeriore.
Nel 2025 il comune di Orsogna gli ha dedicato un cippo in marmo nella centrale piazza Mazzini.